# Музей братьев Гримм (Кассель)
Музей братьев Гримм (Кассель) (нем. Brüder Grimm-Museum Kassel) — музей братьев Гримм в городе Кассель, действовавший с 1972 по 2014 год, когда все материалы и службы музея были перенесены в специально выстроенный в Касселе музейный комплекс «МИР БРАТЬЕВ ГРИММ». 

## История
Впервые братья Гримм приехали в Кассель в 1798 году благодаря материальной помощи тёти Генриэтты Циммер они смогли поступить в лицей и блестяще его закончили: Якоб в 1802 году, Вильгельм в 1803 году. Сохранилось выпускное свидетельство Якоба Гримма с отзывом о нём: «Всяческой похвалы за прекрасные интеллектуальные способности и несравненное прилежание заслуживает благородный юноша Якоб Гримм». С 1805 по 1829 год Якоб Гримм работал библиотекарем Гессенской земельной библиотеки, Вильгельм — секретарём этой библиотеки. В этот период ими были созданы научные труды, которые исследователи впоследствии назовут эпохальными. Выпуск «Грамматики немецкого языка» Якоба Гримма многие языковеды определяют, как начало рождения германской филологии. Их совместная работа над памятниками письменности древневерхненемецкого периода «Вессобруннская молитва» и «Песнь о Хильдебранте» была опубликована в 1812 году. Годы, проведённые в Касселе, были посвящены также сбору, обработке и выпуску немецких народных сказок, сказаний, баллад, а также датских и шотландских. Собирание сказок было начато в 1807 году, когда братья Гримм повсюду стали разыскивать рассказчиков. Первый том «Детских и семейных сказок» вышел в 1812 году тиражом 900 экземпляров.
Считается, что в настоящее время в мировой литературе сказки братьев Гримм после Библии является наиболее часто издаваемой книгой.
В Касселе Якоб, Вильгельм и Людвиг Гриммы встречались с Клеменсом Брентано, Ахимом и Бреттиной фон Арним. С осени 1838 года учёные начали сбор материалов для «Словаря немецкого языка», им помогали сначала 30, затем 60 сотрудников. Работа только по сбору картотеки продолжалась 14 лет, первый том был закончен в 1854 году.
Первая музейная экспозиция, посвящённая братьям Гримм появилась в 1959 году и была создана по инициативе Совета города Кассель и Общества братьев Гримм. Первые выставочные залы, администрация и архив музея были открыты 4 января 1960 года, к 175-летию со дня рождения Якоба Гримма, в библиотеке Касселя.
Постоянная экспозиция музея братьев Гримм разместилась во Дворце Бельвю в 1972 году и существовала, непрерывно расширяясь с одного до всех 4-х этажей здания, в течение более 40 лет (1972—2014). Экспозиция музея представляла жизнь и творчество писателей с акцентом на детские и домашние сказки, которые они собрали. В музее можно увидеть рабочий экземпляр «Детских и семейных сказок» начала XIX века с пометками авторов, различные рукописи и издания их книг, личные вещи. В музее представлены многочисленные образцы переводов сказок братьев Гримм на другие языки. Здесь хранится часть архива Якоба и Вильгельма Гриммов, их письма, рукописи, живописные полотна, ряд мемориальных предметов. Широко представлена критическая литература об их творчестве. В музее представлены инсталляции на тему творчества братьев Гримм. Например, огромные «Разноцветные корни» от китайского художника-диссидента Ай Вэйвэя, искусственный терновый лес, в котором можно спрятаться подобно многим героям сказок братьев Гримм, и слайд-шоу со статьями из словаря составленного братьями Гримм. Создана виртуальная экспозиция музея братьев Гримм.

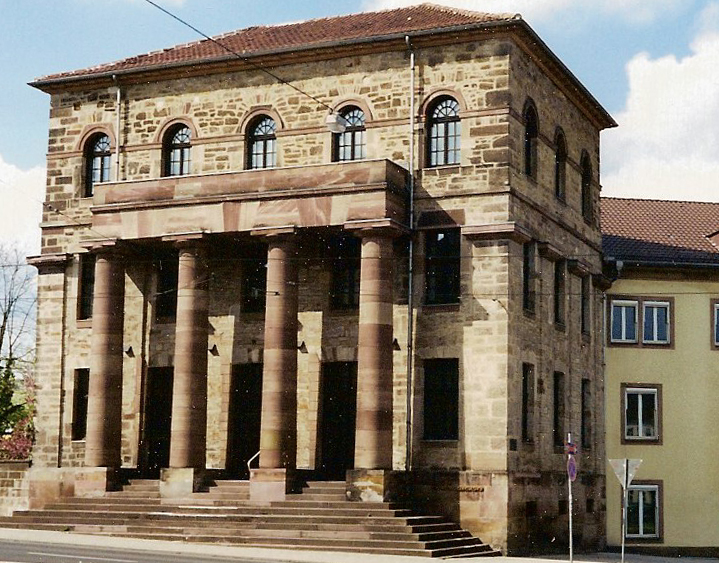
Здание Северных ворот Касселя, на верхнем этаже которого жили братья Гримм

Музей находился в управлении и спонсорстве города Касселя. Совет попечителей в составе трех человек отвечал за кадровые вопросы директора музея и вопросы содержания, в которые Общество братьев Гримм направило своего представителя. Музей Братьев Гримм считался не только местом проведения выставок, но и библиотекой, архивом и научно-исследовательским институтом. Музей претендовал на роль центрального национального и международного центра для координации исследований наследия братьев Гримм. Временные выставки в основном касались сказочных мотивов, прием которых в прошлом предпочтительно освещался книжными иллюстрациями (в оригинале или репродукциях). Музей Братьев Гримм имел одну из крупнейших коллекций изданий сказок Гримма.
В 1972 году экспозиция музея переместилась на первый этаж дворца Бельвю. Первые выставочные залы открылись там 21 октября 1972 года. Со временем музей расширился до всех четырёх этажей дворца. Во Дворце Бельвю, великолепном здании XVIII-го века, были предприняты попытки реконструировать среду обитания двух братьев с помощью мебели бидермейер. Перед реконструкцией дворца Бельвю на третьем этаже был поставлен мир приключений. Были также некоторые работы третьего брата Людвига Эмиля Гримма, который был художником, рисовальщиком и гравёром.

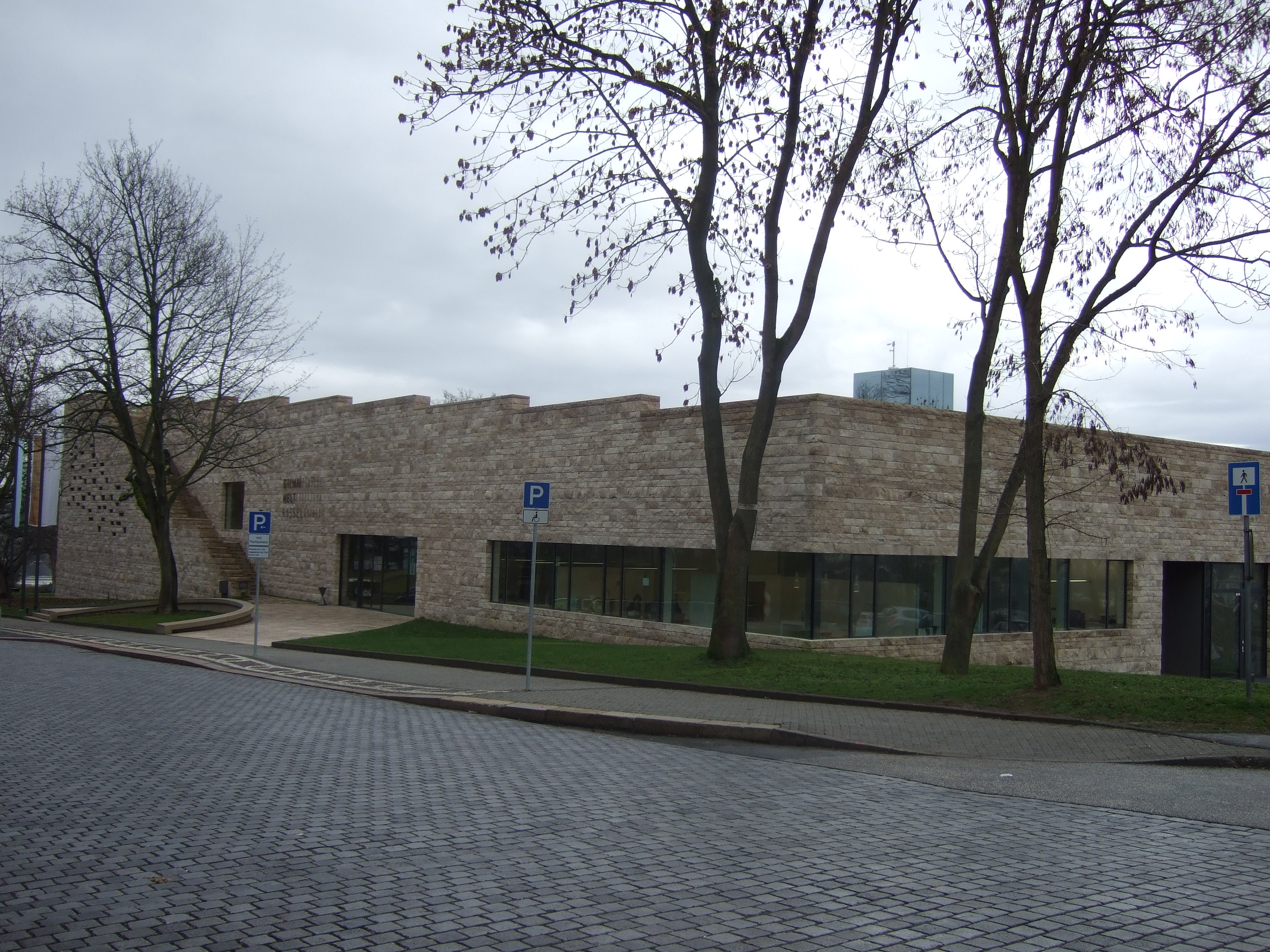
Внешний вид комплекса GRIMMWELT Kassel

С лета 2006 года по весну 2007 года только первый этаж музея был временно открыт, поскольку серьезные структурные дефекты исторической винтовой лестницы 1790 года привели к тому, что лестничный колодец был заблокирован. Весь дом был вновь открыт в Documenta 2007 после того, как исторические деревянные двери во дворце были заменены противопожарными. Выставка детской книги (Witzel Collection) была показана на первом и втором этажах до 2008 года. На втором этаже была постоянная выставка о братьях Гримм, на третьем «интерактивный сказочный опыт». Помимо структурных дефектов, Дворец Бельвю был проблемным местом для размещения музея, имея структурные недостатки и не удовлетворял планам фундаментальной реконструкции и расширения существующего здания, необходимого для того, чтобы сделать экспонаты, хранящиеся в разных местах, доступными для широкой публики. Здание также не было административно определено как здание музея. Общество имени братьев Гримм и город Кассель первоначально высказались в пользу расширения музея (с администрацией, библиотекой и исследовательским центром) во Дворце Бельвю. Возможные расширения и расширения были представлены в рамках архитектурного конкурса. Подлинность здания была приведена в качестве аргумента против переезда, но сложность развития музея в здании дворца привела к решению о постройке специального здания. 
По вышеперечисленным причинам Совет города Кассель принял решение о постройке нового здания музея на территории виноградников, рядом с Гессенским государственным музеем и музеем погребальной культуры. В период с 2013 по 2014 год в городе Кассель был построен новый музейный комплекс «Мир братьев Гримм», в который были перемещены все экспозиции и службы музея братьев Гримм.
Grimmwelt Kassel — выставочный дом, посвященный работам, работе и жизни братьев Гримм. Выставочный дом предлагает интерактивные презентации по немецкому словарю, детским и бытовым сказкам и жизни Якова и Вильгельма Гримма. Комплекс делится на 25 тематических разделов.